# 太宗 (官名)
太宗是中國古代官名，負責王族祭祀。

## 介紹
《周禮》中記載西周的官名，为六卿之一。掌辨宗族之序，为专门管理皇族堞谱的官员，相当于后世的宗正、宗令、宗正卿。該官職不見於其他如金文等史料，因此並不能確定其真正實行於西周。。